# Bohumil Bezouška
Bohumil Bezouška (19. prosince 1921 Praha – 18. října 1995 tamtéž) byl český herec, kabaretní a estrádní komik, rozhlasový režisér, scenárista, konferenciér, bavič, spisovatel – humorista.
Jednalo se o dlouholetého člena činohry Národního divadla v Praze, jenž na divadle i ve filmu proslul zejména jako herec menších či epizodních rolí.

## Životopis
V roce 1939 maturoval na Jiráskově gymnáziu v Praze a začal studovat lékařskou fakultu UK. Po uzavření vysokých škol nacisty přešel na dramatické oddělení pražské konzervatoře, které v roce 1944 úspěšně absolvoval. Již v době studií hostoval v Národním divadle. V letech 1945/1946 byl členem divadla E. F. Buriana, v letech 1948 až 1950 byl angažován v Divadle na Vinohradech . V sezóně 1951/1952 působil na Slovensku ve Zvolenu. V letech 1953 až 1981 byl členem činohry Národního divadla. Za období svého působení v Národním divadle nastudoval téměř sto rolí a ve třech případech byl i asistentem režiséra. Při svém angažmá v ND ještě hostoval v Hudebním divadle v Karlíně (1966/1967) a ve Viole (od roku 1977) a pracoval často v rozhlase a televizi.
Mezi svými divadelními kolegy byl poměrně oblíbený pro svoji mimořádně družnou a společenskou povahu, výborné vypravěčské umění. Proslul též jako výborný imitátor Jana Pivce a Jaroslava Vojty, uměl imitovat i některé slavné československé politiky jako byli Gustáv Husák, Zdeněk Nejedlý či Dr. Edvard Beneš. Byl znám také jako velký sběratel anekdot a různých historek z hereckého, divadelního a filmového prostředí (zejména z Národního divadla, kde byl kronikářem tzv. Klubu dobráků), které nejen rád a s chutí vyprávěl, ale i s oblibou publikoval v novinách a časopisech. Uměl také výborně německy, vystupoval často i v rakouském rozhlasu. Jeho celoživotním přítelem byl český herec František Filipovský, navíc to byl právě Bohumil Bezouška, který před Františkem Filipovským daboval Louise de Funèse.

## Divadelní role, výběr
- 1943 Miroslava Tomanová: Zvon mého města, Muzikant, Špeh, Vyvolavač při dražbě, Prozatímní divadlo, režie Karel Jernek (B. Bezouška j. h. – posluchač konzervatoře)
- 1945 William Shakespeare: Večer tříkrálový, Fabian, Stavovské divadlo, režie Karel Dostal (B. Bezouška j. h. – posluchač konzervatoře)
- 1945 Titus Maccius Plautus: Lišák Pseudolus, Simia (j. h.), Prozatímní divadlo, režie Jiří Frejka
- 1947 William Shakespeare: Sen noci svatojánské, Klubko, Divadlo na Vinohradech, režie Jiří Frejka
- 1953 Alois Jirásek: Lucerna, Kroužila (j. h.), Národní divadlo, režie Ladislav Boháč
- 1953 William Shakespeare: Zkrocení zlé ženy, Slušný starý pán z Mantovy, Tylovo divadlo, režie František Salzer
- 1953 Jan Drda: Hrátky s čertem, Druhý čert, Národní divadlo, režie František Salzer
- 1953 Molière: Chudák manžel, Treska, Tylovo divadlo, režie Miloš Nedbal
- 1954 Ladislav Stroupežnický: Naši furianti, Marek, Tylovo divadlo, režie Zdeněk Štěpánek
- 1954 Karel Čapek: Loupežník, Kaprál, Tylovo divadlo, režie Alfréd Radok (B. Bezouška rovněž jako asistent režiséra)
- 1955 William Shakespeare: Benátský kupec, Lancelot Honbo, Národní divadlo, režie František Salzer
- 1955 Anton Pavlovič Čechov: Tři sestry, Vladimír Karlovič Rode, Tylovo divadlo, režie Zdeněk Štěpánek
- 1955 Lev Nikolajevič Tolstoj: Není nad vzdělanost, Grosman, Tylovo divadlo, režie Jaroslav Průcha
- 1955 Miloslav Stehlík: Vysoké letní nebe, Jirka, Tylovo divadlo, režie Alfréd Radok (B. Bezouška rovněž jako asistent režiséra)
- 1956 Hedda Zinnerová: Ďábelský kruh, Walter Rottstock, Tylovo divadlo, režie Alfréd Radok
- 1956 Vítězslav Nezval: Dnes ještě zapadá slunce nad Atlantidou, 1. zloděj, Tylovo divadlo, režie Alfréd Radok
- 1956 George Bernard Shaw: Svatá Jana, Šafář, Tylovo divadlo, režie Jaromír Pleskot
- 1956 Josef Kajetán Tyl: Jiříkovo vidění, Vilibald, Tylovo divadlo, režie Jaroslav Průcha
- 1957 Molière: Don Juan, Pan Nedělka, Tylovo divadlo, režie Jaromír Pleskot
- 1957 Nâzım Hikmet: Podivín, Núrí, Tylovo divadlo, režie Otomar Krejča
- 1958 Jiří Mahen: Jánošík, Hrajnoha, Národní divadlo, režie František Salzer
- 1960 Nikolaj Vasiljevič Gogol: Revizor, Štěpán Ilji Uchovertov, Tylovo divadlo, režie Jaromír Pleskot
- 1961 Carlo Goldoni: Poprask na laguně, Komisař, Tylovo divadlo, režie Miroslav Macháček
- 1961 William Shakespeare: Král Lear, Posel vévody z Kornwalu, Smetanovo divadlo, režie František Salzer
- 1962 William Shakespeare: Veselé windsdorské paničky, Flaštička, Tylovo divadlo, režie Jaromír Pleskot
- 1962 William Shakespeare: Hamlet, Třetí herec, Národní divadlo, režie Jaromír Pleskot
- 1963 William Shakespeare: Sen noci svatojánské, Okápek, Národní divadlo, režie Václav Špidla
- 1964 Alois Jirásek: Lucerna, Pan Franc, Národní divadlo, režie Zdeněk Štěpánek
- 1965 Tennessee Williams: Tramvaj do stanice Touha, Pablo, Tylovo divadlo, režie Vítězslav Vejražka
- 1966 Josef Kajetán Tyl: Cesta do Ameriky aneb Lesní panna, Taussig, Tylovo divadlo, režie Vítězslav Vejražka
- 1967 William Shakespeare: Antonius a Kleopatra, Alexas, Národní divadlo, režie Jaromír Pleskot
- 1968 Karel Čapek: Bílá nemoc, Úřední pán, Tylovo divadlo, režie Evžen Sokolovský
- 1968 Alois Jirásek: Jan Roháč, Kejklíř, Tylovo divadlo, režie Václav Špidla
- 1969 William Shakespeare: Macbeth, První vrah, Tylovo divadlo, režie Jaromír Pleskot
- 1970 Ladislav Stroupežnický: Naši furianti, Pavel Kožený, Národní divadlo, režie Vítězslav Vejražka
- 1970 E. Buenaventura: Na pravici Boha otce, Praporečník, Tylovo divadlo, režie Václav Špidla
- 1971 William Shakespeare: Jindřich V., Hrabě Westmoreland, Berkdeber, Národní divadlo, režie Miroslav Macháček
- 1973 Ignatij Dvoreckij: Člověk odjinud, 3. člen výboru, Národní divadlo, režie Miroslav Macháček
- 1973 Alois Jirásek: Vojnarka, Drtina, Národní divadlo, režie Jaroslav Dudek
- 1974 Zdeněk Fibich, Jaroslav Vrchlický: Námluvy Pelopovy, Strážce hradeb, Smetanovo divadlo, režie Karel Jernek
- 1975 G. P. Ansimov, L. N. Tolstoj: Vojna a mír, Sergej Kuzmič, Národní divadlo, režie G. P. Ansimov
- 1978 Lev Nikolajevič Tolstoj: Není nad vzdělanost, Grosman, Tylovo divadlo, režie Václav Hudeček
- 1978 Václav Kliment Klicpera: Ženský boj, Hněvsa, Tylovo divadlo, režie Jaromír Pleskot
- 1980 Karel Čapek: Bílá nemoc, Malomocný-novinář, Tylovo divadlo, režie Miroslav Macháček
- 1982 V. S. Rozov: Hnízdo tetřeva hlušce, Dzivelli, Laterna magika, režie František Laurin (poslední představení B. Bezoušky v Národním divadle – 1. června 1982 [3])

## Filmografie
V letech 1946 až 1986 vystoupil v téměř 60 filmech, televizních seriálech a televizních pořadech.

## Literární dílo
Bohumil Bezouška napsal sám či jako spoluautor několik knížek z divadelního prostředí, kde vzpomíná na své kolegy herce, mnohdy už nebožtíky, a dává k lepšímu humorné historky z divadelního prostředí, včetně založení a existence Klubu dobráků a CAMU (cikánská akademie múzických umění).
- Tajnosti zákulisí – 1971
- Adaptace není legrace (Dnes šnajdrujeme) – 1977
- Thespidova kára Jana Pivce – 1985 (spoluautoři V. Pivcová a J. Švehla)
- Jak jsem proskotačil život – 1993

Výběrem z těchto knih vznikly také pořady v divadelním studiu Viola; Supraphon vydal celkem tři gramofonové desky s živým záznamem z oněch představení.